# تاكيشي أوي
تاكيشي أوي (باليابانية: 青井 健) (5 أغسطس 1977 في غيفو في اليابان – )؛ هو لاعب كرة قدم سابق كان يلعب كمدافع.